# Blyxa japonica
Blyxa japonica é uma espécie de planta com flor pertencente à família Hydrocharitaceae. 
A autoridade científica da espécie é (Miq.) Maxim. ex Asch. & Gürke, tendo sido publicada em Die Natürlichen Pflanzenfamilien 2(1): 253. 1889.

## Portugal
Trata-se de uma espécie presente no território português, nomeadamente em Portugal Continental.
Em termos de naturalidade é introduzida na região atrás referida.

## Protecção
Não se encontra protegida por legislação portuguesa ou da Comunidade Europeia.